# Proechimys mincae
Proechimys mincae es una especie de roedor de la familia Echimyidae.

## Distribución geográfica
Es  endémica de Colombia.